# Henry Percy, 3. jarl af Northumberland
Henry Percy, 3. jarl af Northumberland, (25. juli 1421 – 29. marts 1461) var en engelsk stormand.
Jarlerne af Northumberland var dengang nogle af de største jordbesiddere i det Nordengland; Percy blev også Lord Poynings gennem sit ægteskab. Denne titel ville bringe ham i en direkte konflikt med Poynings-familien, og faktisk kom fejder med andre adelsslægter, både verdslige og gejstlige, til at optage af en stor af hans ungdom.
Percy giftede sig med Eleanor Poynings, som overlevede ham, sammen fik de fire børn. Han var en førende støtte af Huset Lancaster under Rosekrigene, hvorfra det lykkedes ham personligt at drage nytte, skønt hans far døde tidligt i krigen. Han kom dog ikke til at overleve længe og nyde disse gevinster, idet han blev dræbt i Slaget ved Towton i 1461 på den besejrede Lancaster-side.

## Opvækst og krig med Skotland
Percy var søn af Henry Percy, 2. jarl af Northumberland, og Lady Eleanor Neville, datter af Ralph Neville, 1. jarl af Westmorland, og hans anden hustru, Joan Beaufort.
Percy blev slået til ridder i 1426 sammen med Henrik 6. Han blev udnævnt til Warden of the Eastern March ved den skotske grænse den 1. april 1440, oprindeligt for fire år, og efterfølgende forlængelser i 1444 og 1445 for de næste syv år. Dette fulgte også med kontrollen over Berwick Castle og ansvaret for dens forsvar. Han kom til at holde denne stilling indtil marts 1461. I maj 1448 invaderede Percy sammen med sin far og Sir Robert Ogle Skotland og nedbrændte Dunbar og Dumfries, hvorefter skotterne som hævn angreb hans fars borge Alnwick og Warkworth. Kong Henrik rejste nordpå, og mens han var i Durham, sendte han Percy, nu Lord Poynings, for at plyndre Dumfriesshire. Angrebet, der "kun endte med at bringe omkring 500 styk kvæg tilbage", med omkring 5.000 mand mislykkedes, og han blev taget til fange, da han kom til at sidde fast i en sump efter sin fars nederlag ved floden Sark den 23. oktober. Sir Robert Ogle blev nu erklæret for en lovløs, og kongen brugte halvdelen af hans godser til at kompensere Poynings for den løsesum, han havde måtte for at sikre sin frigivelse fra fangenskab. 
Spændingerne med Skotland forblev, i et sådan omfang at Poynings, hans far og andre adelsmænd blev bedt om at blive og bevogte grænsen i stedet for at deltage i parlamentet, som de blev fritaget for. I sommeren 1451, med en anglo-skotsk våbenhvile på vej, blev Poynings beordret til at tage imod skotske ambassader. I juli 1455 forhindrede han med succes et angreb på Berwick af den skotske konge, Jakob 2., og blev som resultat deraf lykønsket af den engelske konge.

## Fejde med Poynings-familien
I slutningen af 1440'erne var hans far, jarlen af Northumberlands fæstere i Yorkshire i næsten konstant konflikt med deres naboer, ærkebiskoppen af Yorks fæstere, og det resulterede i væbnede træfninger, som Percys brødre ledte. Disse begivenheder blev anset for at være så alvorlige, at de i 1448 førte til kongens eneste procession til Nordengland i hans regeringstid. Samme år på grund af en strid om en arv, som hans familie havde modtaget i forbindelse med Henry Percys ægteskab, fordrev jarlen af Northumberlands fæstere jarlens slægtning, Robert Poynings, fra hans Sussex-herregårde. Et år senere deltog Henry Percy, nu Lord Poynings gennem sin hustrus ret, direkte part, sammen med sin far, i at plyndre herregården Newington Bertram i Kent, som også var blevet forlenet af Robert. Dette angreb involverede tilsyneladende tyveri af bl.a. kvæg, og Robert hævdede senere, at det var så brutalt, at han "blev afskrækket fra at søge juridisk assistance i tre år".

## Fejde med Neville-familien
I begyndelsen af 1450'erne blev forholdet til en magtfuld familie, Neville-slægten, i området mere og mere anspændt, og Poynings bror Thomas, Lord Egremont, havde til foretaget et bagholdsangreb på en Neville-styrke, der var på vej tilbage fra et bryllup nær Sheriff Hutton, med en styrke på mellem 1.000 og 5.000 mand. Selvom dette var en blodløs konfrontation, var der allerede blevet gjort præcedens for magtanvendelse i lige netop denne strid af den tidligere vold i regionen. I oktober 1453 var Poynings direkte involveret sammen med sin far, brødrene Egremont og Richard, og Lord Clifford i at tvinge John og Richard Neville til kæmpe ved Topcliffe. Fejden fortsatte ind i det næste år, da Poynings angiveligt planlagde at deltage i parlamentet ledsaget af en stor styrke af mænd i februar, og tre måneder senere blev både han og jarlen indkaldt af kongen til at deltage i rådsmødet i et forsøg på at sikre fred. Et andet brev blev "skrevet men ikke sendt". Ingen medlemmer af Percy-familien og Neville-familien gjorde som ønsket.

## Rosekrigene
Under Rosekrigene fulgte Percy sin far på Huset Lancasters side mod Huset York. Jarlen selv døde i det der generelt bliver set som borgerkrigens første slag i St Albans den 22. maj 1455, og Poynings blev ophøjet til den 3. jarl af Northumberland, uden at have måtte betalt kongen, fordi hans far var faldet i kongens tjeneste. På sin side" svor han at forsvare Lancaster-dynastiet". Selv om en forsoning mellem rigets ledende stormand blev forsøgt i oktober 1458 i London, ankom han med en så stor hærstyrke (ment til at være på omkring 1.500) at byen nægtede ham indgang. Den nye jarl og hans bror Egremont var forpligtet over 4.000 £ hver for at holde freden.
Da konflikten brød ud igen, deltog han i det såkaldte Parliament of Devils i oktober 1459, der fordømte de York-støtter som forrædere, der blandt andre lovovertrædelser var anklaget for at være skyld i hans fars død fire år før. Den 30. december 1460 ledte Percy Lancaster-hærens centrum i det for Lancaster-sagen succesfulde Slag ved Wakefield, hvorefter hæren marcherede sydpå og plyndrede på vejen mod London. Han kæmpede mod Warwick i Det 2. slag ved St Albans den 17. februar 1461, og han ledte Lancaster-hærens bagtrop i Slaget ved Towton den 29. marts 1461, dog blev "hans bueskytter blændet af en snestorm", og han blev enten dræbt i nærkamp eller døde af sine sår kort tid efter. Han blev begravet i St Denys's Church, York. Han blev posthumt frataget sin ære, liv og gods af det sejrende Edvard 4.'s første parlament i november 1461, og hans søn af samme navn blev fængslet i Tower.

## Godser, embeder og økonomi
Jarlerne af Northumberlands godser havde traditionelt været i konstant brug som en kilde til arbejdskraft og lønninger til forsvaret af grænsen, siden Percy-familien først havde fået titlen i det foregående århundrede. Lønnen tildelt den tredje jarl var betydelig: 2.500 £ årligt i fredstid og 5.000 £ under krig samt en årlig betaling for opretholdelsen af Berwicks fæstning (66 £ i fredstid og 120 £ i krigstid). Percy måtte ofte selv betale med sine egne midler, da "det ikke var let at sikre betaling" fra statskassen (for eksempel modtog han i 1454 slet ingen betalinger). I juli 1452 fik han forlenet i 20 år til en gård (80 £ årligt fra Carlisle), skønt han efterfølgende mistede den til Richard Neville, jarl af Salisbury, i juli 1454. Gennem 1450'erne bestræbte kronen sig løbende med at betale Percy for hans embede som Wardens lønninger og betalinger med det samme (for eksempel at betale ham fulde krigssatser for hele året 1456–7), og da han var en loyal støtte af Huset Lancaster, opnåede han dette oftere end hans modstykke i den Western March, Salisbury, som nu offentligt havde taget Huset Yorks parti. Carlisles forlenede gård blev givet tilbage til Percy i november 1459 efter at Salisburys var blevet frataget ære, liv og gods i Coventry. Han fik også gavn af Yorks fratagelse af ære, liv og gods, idet han modtog en livrente på 66 £ fra sidstnævntes fratagne Wakefield Lordship i Yorkshire. Han modtog også 200 £ fra overskuddet fra Penrith.
Som en belønning for sin rolle i Lancaster-sejren ved Ludford Bridge blev han udnævnt til Chief Forester nord for River Trent og Constable of Scarborough Castle den 22. december 1459 for resten af livet. Han blev nomineret til den vidtfavnende embede som oyer and terminer (af oldfransk, bogstaveligt talt et embede af "at høre og bestemme") den 30. maj 1460, hans nye stilling var en brik i at håndtere forræderi og opstand i Northumberland. Den 3. juli modtog han Yorkshire, Derbyshire og Cambridgeshire, som alle havde tilhørt Salisbury, på en tolvårs lejekontrakt. Efter at York-fraktionen havde taget Henrik 6. til fange i Slaget ved Northampton i 1460, beskyldte de Percy for at have plyndret Yorks godser i nord under hans eksil i Irland. Denne anklage havde sandsynligvis haft en vis grad af sandhed i sig, da det var hans fortsatte plyndring af disse godser sammen med Lords Clifford og Dacre, der fik York til at marchere nordpå til Wakefield i december 1460. Disse indtægter, hvordan end de blev indsamlet, ville have været livsvigtige for jarlen både personligt og militært, da hans nordlige godser især havde været offer for feudal tilbagegang i det meste af den første halvdel af det femtende århundrede. Selv da hans jarldømme blev konfiskeret af kronen i 1461, blev hans restancer beregnet til stadig at være på ca. 12.000 £.

## Familie
Den 25. juni 1435 blev han gennem et arrangementet af sin far og kardinal Beaufort fra 1434 gift med Eleanor Poynings (ca. 1422-11 februar 1484), suo jure baronesse Poynings, datter og arving af Sir Richard Poynings af Poynings. i Sussex, og hans anden hustru Eleanor Berkeley, en datter af Sir John Berkeley af Beverston Castle i Gloucestershire. I 1446 blev hun arving til sin bedstefar Robert Poynings, 4. baron Poynings (1380–1446), og arvede hans titel som baron Poynings (som fordi den var blevet oprettet ved ordre kun arves af kvinder) og hans store godser spredt rundt i det Sydengland. Han blev indkaldt til parlamentet fra 14. december 1446 til 26. maj 1455. Hans hustru var arving til hendes mor, Eleanor, grevinde af Arundel (enke efter John FitzAlan, 13. jarl af Arundel) i 1455. De fik mindst en søn og fire døtre:
- Henry Percy, 4. jarl af Northumberland (ca. 1449 – 28. april 1489), der blev gift med Maud Herbert, datter af den 1. jarl af Pembroke.[34]
- Margaret Percy (f. 1447), der blev gift med Sir William Gascoigne[35]
- Elizabeth Percy (1460-1512), der blev gift med Henry Scrope, 6. baron Scrope af Bolton.[33]
- Anne Percy (1444-1522), som blev gift med Sir Thomas Hungerford i 1460.[36]
- Eleanor Percy (1455 – c. 1477), som blev gift med Thomas West, 8. baron De La Warr, de fik ingen børn.

## Fodnoter
1. ↑  Blandt Percys morbrødre var Richard Neville, 5. jarl af Salisbury. Blandt hans mostre var Cecily Neville, gennem hvilken han var nært beslægtet til Huset York: Edvard 4. af England, Margrete af York, Georg, 1. hertug af Clarence, and Richard 3. af England var alle hans fætre og kusiner.[2]

## Yderligere læsning
- Bean, J.M.W. (1958), The Estates of the Percy Family, 1416–1537, Oxford Historical Series, London: Oxford University Press
- Hunt, William, vol. 44, s. 407 {{citation}}: Manglende eller tom |title= (hjælp); Ukendt parameter |wstitle= ignoreret (hjælp) — a section of the last page of the 2nd earl's biography.
- Rose, Alexander (2002). Kings in the North – The House of Percy in British History. Phoenix/Orion Books. ISBN 1-84212-485-4.